# Campamento (kommun i Colombia, Antioquia, lat 7,03, long -75,32)
Campamento är en kommun i Colombia.   Den ligger i departementet Antioquía, i den nordvästra delen av landet, 300 km nordväst om huvudstaden Bogotá. Antalet invånare är 9 688. Arean är 200 kvadratkilometer.
Terrängen i Campamento är bergig åt nordväst, men åt sydost är den kuperad.